# Sid Sackson
Sid Sackson (Chicago, 4 febbraio 1920 – New York, 6 novembre 2002) è stato un ingegnere statunitense creatore e collezionista di giochi da tavolo.
Autore di A Gamut of Games, è inventore di numerosi giochi tra cui Focus e Patterns II.